# Carmel Snow

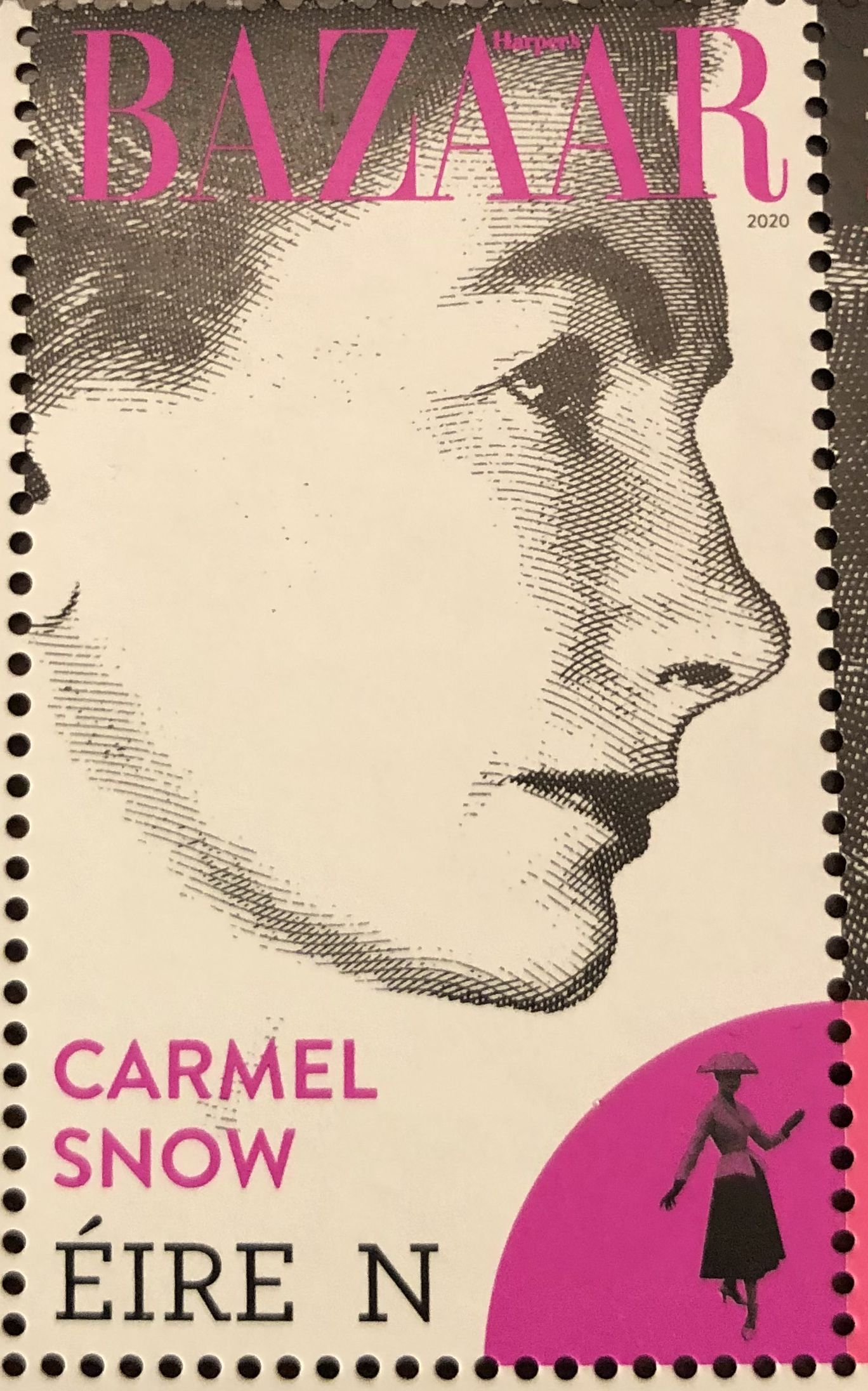
Selo comemorativo de 2020 da Carmel Snow

Carmel Snow (Dalkey, 27 de Agosto de 1887 — Nova Iorque, 1961) foi uma influente editora da revista estadunidense Harper's Bazaar de 1934 a 1958 e, após se aposentar, a chefe da equipe editorial da mesma revista.